# Mcdonaldisering
Mcdonaldisering is een begrip dat geïntroduceerd is door de Amerikaanse socioloog George Ritzer (1940) in The McDonaldization of society (1993). Het verwijst naar de toenemende mate van standaardisering van productie- en distributieprocessen en rationalisering van de samenleving. 
De vorm van rationalisering die Ritzer beschrijft is gericht op efficiëntie, voorspelbaarheid, berekenbaarheid en beheersbaarheid. Hij illustreert ieder kenmerk aan de hand van McDonald’s.

## Voorbeelden
Ritzer heeft een voorbeeld genomen aan het werk van Max Weber (1864-1920) met betrekking tot rationalisering: het proces waarbij de emotionele en traditionele denkwijze wordt vervangen door een rationele. Weber gebruikte indertijd de bureaucratie als voorbeeld van een formeel rationeel systeem dat weliswaar efficiënt is, maar op den duur een dehumaniserend effect heeft. Ritzer gebruikt een meer hedendaagse metafoor: de McDonald's-organisatie.

## Efficiëntie

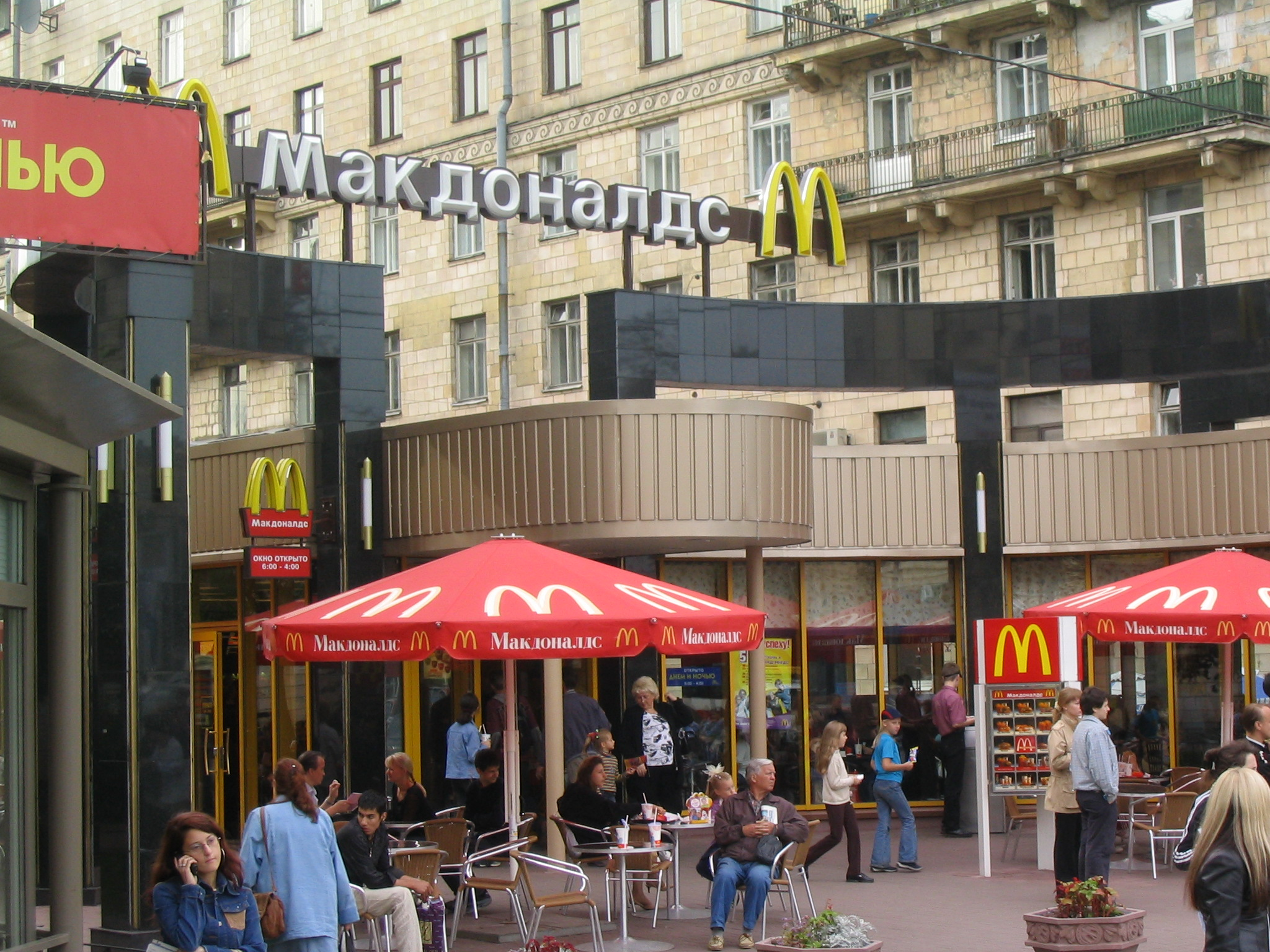
McDonald's: op veel plekken in de wereld herkenbaar (hier een vestiging in Sint-Petersburg in 2004).

Het eerste kenmerk efficiëntie heeft betrekking op de stappen die McDonald’s heeft genomen om het productieproces en verkoopproces zo efficiënt mogelijk te laten verlopen. Een voorbeeld is de 'drive-through', die het mogelijk maakt om vanuit de auto te bestellen. Klanten hoeven hierdoor niet hun auto te parkeren en naar binnen te gaan om aan een van de loketten een bestelling te doen. Het principe van zelfbediening spaart tijd, moeite en geld uit aan bedienend personeel. Het beperkte menu draagt bij aan de doelmatigheid in de keuken. Tot slot zijn de fastfood-producten zelf aangepast voor efficiënte consumptie: McNuggets zijn makkelijker met de hand te eten dan bijvoorbeeld delen van een gegrilde kip.

## Voorspelbaarheid
Voorspelbaarheid heeft binnen McDonald’s betrekking op de uniformiteit van het productie- en het verkoopproces. In iedere McDonald’s vestiging, waar ook ter wereld, heersen dezelfde kledingvoorschriften en worden dezelfde standaarden voor dienstverlening gehanteerd. De fastfoodmenu’s zijn van land tot land vrijwel identiek. Een Big Mac is in New York, Amsterdam en Beijing precies hetzelfde.

## Berekenbaarheid
Het derde kenmerk berekenbaarheid komt tot uitdrukking door de nadruk op kwantiteit. Het relatieve prijsvoordeel van grote porties is daar een voorbeeld van. Je ziet het ook terug in het feit dat er weinig aandacht wordt besteed aan smaak en kwaliteit van het product; er bestaat wel een ‘Big’ Mac maar niet zoiets als een ‘Delicious’ of een ‘Good’ Mac.

## Beheersbaarheid
Het laatste kenmerk beheersbaarheid wordt bereikt door gebruik van computers en machines. Dit betekent een zo groot mogelijke beperking van noodzakelijke handelingen waardoor eenvoudig en routinematige arbeid ontstaat dat zonder probleem door ongeschoold en laagbetaalde arbeidskrachten kan worden uitgevoerd. Het zijn niet de bedrijfsleiders, maar de machines die controle uitoefenen op de werknemers. De automatische sturing met standaardmaten zorgen dat drinkbekers gevuld worden met de juiste hoeveelheid frisdrank en frituurmandjes automatisch uit de olie worden opgelicht als de frietjes klaar zijn voor consumptie.

## Alleen een model
McDonald’s staat alleen maar model voor het rationaliseringsproces dat Ritzer mcdonaldisering noemt, maar dat hij ook in andere takken van productie, distributie en consumptie signaleert. Zijn boek The McDonaldization of society (1993) moet dus niet gelezen worden als een aanklacht tegen McDonald’s-restaurants op zich.